# Сангарцик
Сангарцик (от калм. сәңгрцг) — пересыхающая река в Целинном районе Калмыкии. Берёт начало в балке Сангарцык Ергенинской возвышенности и течёт преимущественно с запада на восток. Является основным притоком реки Ялмта. Длина реки составляет 21 км. Относится к Западно-Каспийскому бассейновому округу

## Название
Название реки калмыцкого происхождения и переводится как сычуг (часть желудка жвачных).

## Физико-географическая характеристика

### Бассейн
Весь бассейн Сангарцик расположен в пределах Целинного района Калмыкии. По реке проходит граница Целинного и Ики-Чоносовского сельских муниципальных образований.
Площадь водосборного бассейна — 105 км².

### Климат и гидрология
Как и у других рек бессточной области Западно-Каспийского бассейна, основная роль в формировании стока реки Сангарцик принадлежит осадкам, выпадающим в холодную часть года. Вследствие значительно испарения в весенне-летний период роль дождевого питания невелика.
Количество атмосферных осадков, выпадающих в бассейне реки, невелико и уменьшается в направлении с запада на восток.

## Хозяйственное использование
Воды реки используются для водопоя скота. В целях накопления воды на реке созданы пруды